# Wide River

Wide River est un album pop du Steve Miller Band sorti en 1993.

## Titres
1. "Wide River" (Chris McCarty, Steve Miller) – 4:00
2. "Midnight Train" (McCarty, Miller, Kenny Lee Lewis) – 4:20
3. "Blue Eyes" (Miller, Les Dudek, Rocket Richotte) – 5:10
4. "Perfect World" (Leo Sidran) – 5:30
5. "Lost in Your Eyes" (L. Sidran) – 3:47
6. "Horse and Rider" (McCarty, Miller) – 4:10
7. "Circle of Fire" (David Denny) – 3:46
8. "Conversation" (L. Sidran, Miller) – 4:11
9. "Cry Cry Cry" (Miller) – 4:19
10. "Stranger Blues" (Elmore James, Bobby Robinson) – 4:30
11. "Walks Like a Lady" (L. Sidran, Miller) – 3:58
12. "All Your Love (I Miss Loving) (en)" (Otis Rush) – 5:17

## Musiciens
- Steve Miller – chant, guitare
- Ben Sidran – Claviers
- Billy Peterson – basse, piano
- Gordy Knutson – Batterie, percussions
- Bob Mallach – saxophone
- Leo Sidran – claviers, guitare
- David Denny – guitare
- Jay Bird Koder – guitare
- Joey Heinemann – piano
- Norton Buffalo – harmonica